# 바보 네이빈
《바보 네이빈》(영어: The Jerk)은 미국에서 제작된 칼 라이너 감독의 1979년 코미디 영화이다. 스티브 마틴이 공동 각본을 쓰고 주연도 맡았다. 데이비드 V. 피커 등이 제작에 참여하였다.

## 줄거리
미시시피주 시골에서 소작농 흑인에게 입양돼 자란 순진한 백인이 본인의 정체성을 찾을 생각에서 도시 세인트루이스로 향하고, 그 뒤로 각종 불운한 사건 사고가 이어진다.

## 출연진
- 스티브 마틴
- 버너뎃 피터스
- 캐틀린 애덤스
- 딕 앤서니 윌리엄스
- 빌 메이시
- M. 에밋 월시
- 딕 오닐
- 모리스 에번스
- 렌 우즈
- 페페이 서나
- 레니 몬태나
- 칼 고틀리브
- 칼 라이너
- 롭 라이너
- 해리슨 포드
- 래리 행킨

## 기타 제작진
- 협력 제작: 피터 맥그레거스콧
- 미술: 잭 T. 콜리스
- 의상: 시어도라 밴렁클